# جرذ الأرز
جرذ الأرز (الاسم العلمي: Oryzomys) هو جنس من الحيوانات يتبع الفصيلة القدادية من رتبة القوارض.

## أنواع جرذ الأرز
- جرذ الأرز الأنيق
- جرذ الأرز المراوغ
- جرذ الأرز السبخي
- جرذ الأرز كبير الرأس
- جرذ الأرز المتناصف
- جرذ الأرز المنقاري